# Vattenkylning

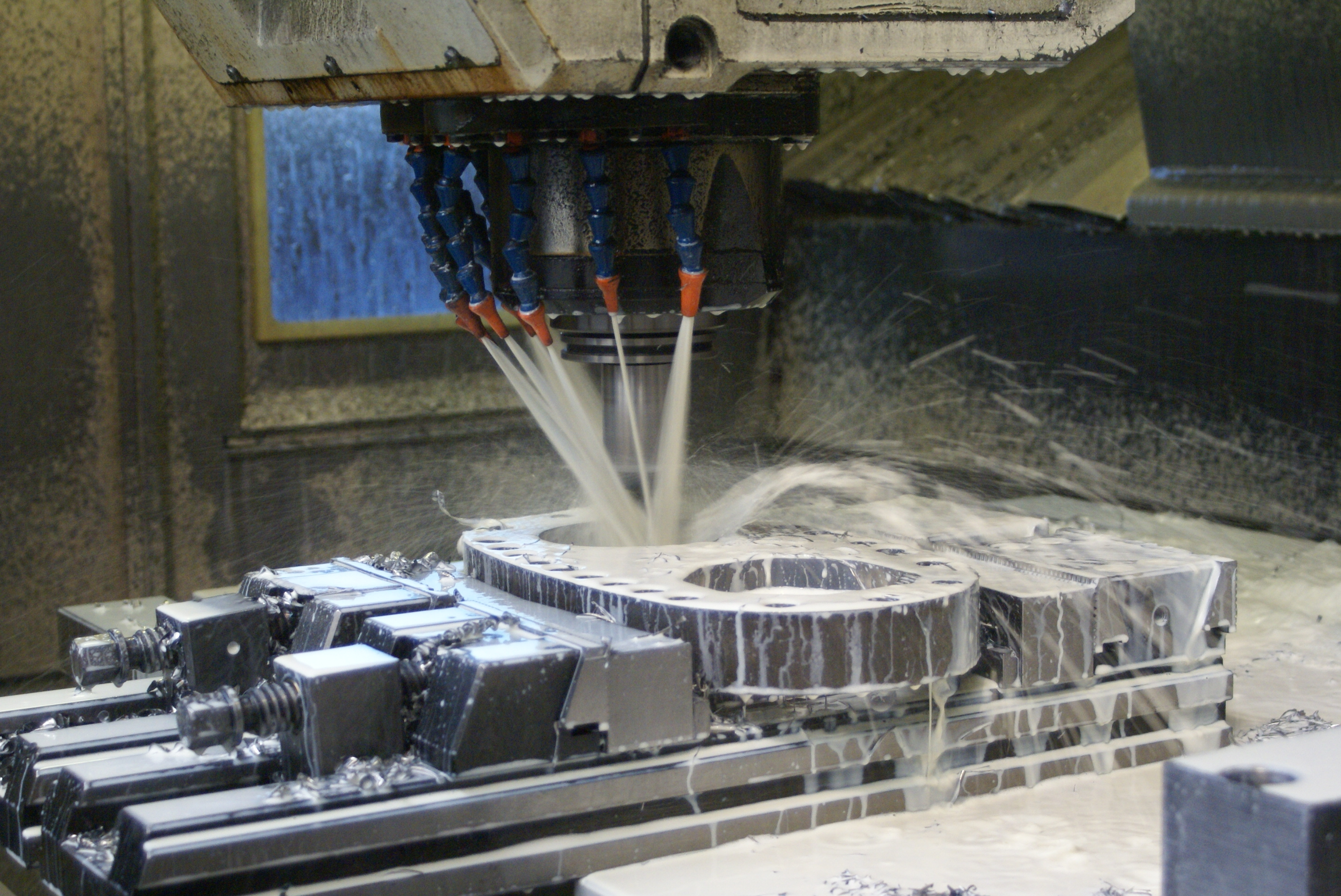
Kylande vatten sprutas på ett metallstycke som fräses ut.

Vattenkylning är kylning av ett värmealstrande objekt genom att låta vatten – som för ändamålet är lämpligt genom att ha en förhållandevis mycket hög specifik värmekapacitet och därigenom kan ta upp stora mängder energi under jämförelsevis liten temperaturhöjning – uppta överskottsvärme och sprida denna till lämplig plats. 

## Värme som (oönskad) biprodukt
Mindre motorer, både elektriska motorer och förbränningsmotorer, och andra objekt som utvecklar värme under bruk, kan kylas tillräckligt med hjälp av den omgivande luften, sk. luftkylning. När motorn blir större (och hålls någorlunda kompakt), eller då energiförbrukningen ökar, så räcker detta så småningom inte längre till. Man kan till viss del avhjälpa detta genom att öka den yta som motorn uppvisar mot luften genom att låta värmen ledas ut till kylflänsar, eller låta en fläkt öka flödet av luft som passerar motorn och dess kylflänsar. Men effektivare för större objekt är att införa ett system där vatten tar upp värmeenergin vid värmekällan och på något vis får rinna till en kylare som är speciellt designad för att så effektivt som möjligt överföra vattnets värmeenergi till den omgivande luften. 
På detta vis uppnår man att det värmealstrande objektet kan designas med målet att göra dess funktion så effektiv som möjligt, och inte tvingas till kompromisser angående funktionen gentemot luftkylningens krav på stor yta mot den omgivande luften.
Beroende på om vattnets cirkulation mellan värmealstrande objekt och kylare sker genom en pump, eller genom konvektion - kallt vatten som passerat kylaren sjunker, medan det vattnet som passerar värmekällan stiger - så delas kylsystemen in i aktiva system och passiva system. De aktiva kan hantera större mängder värme genom att vattenflödets hastighet kan ökas, medan de passiva saknar rörliga delar, och därmed är praktiskt taget fullständigt ljudlösa.

## Kraftproduktion

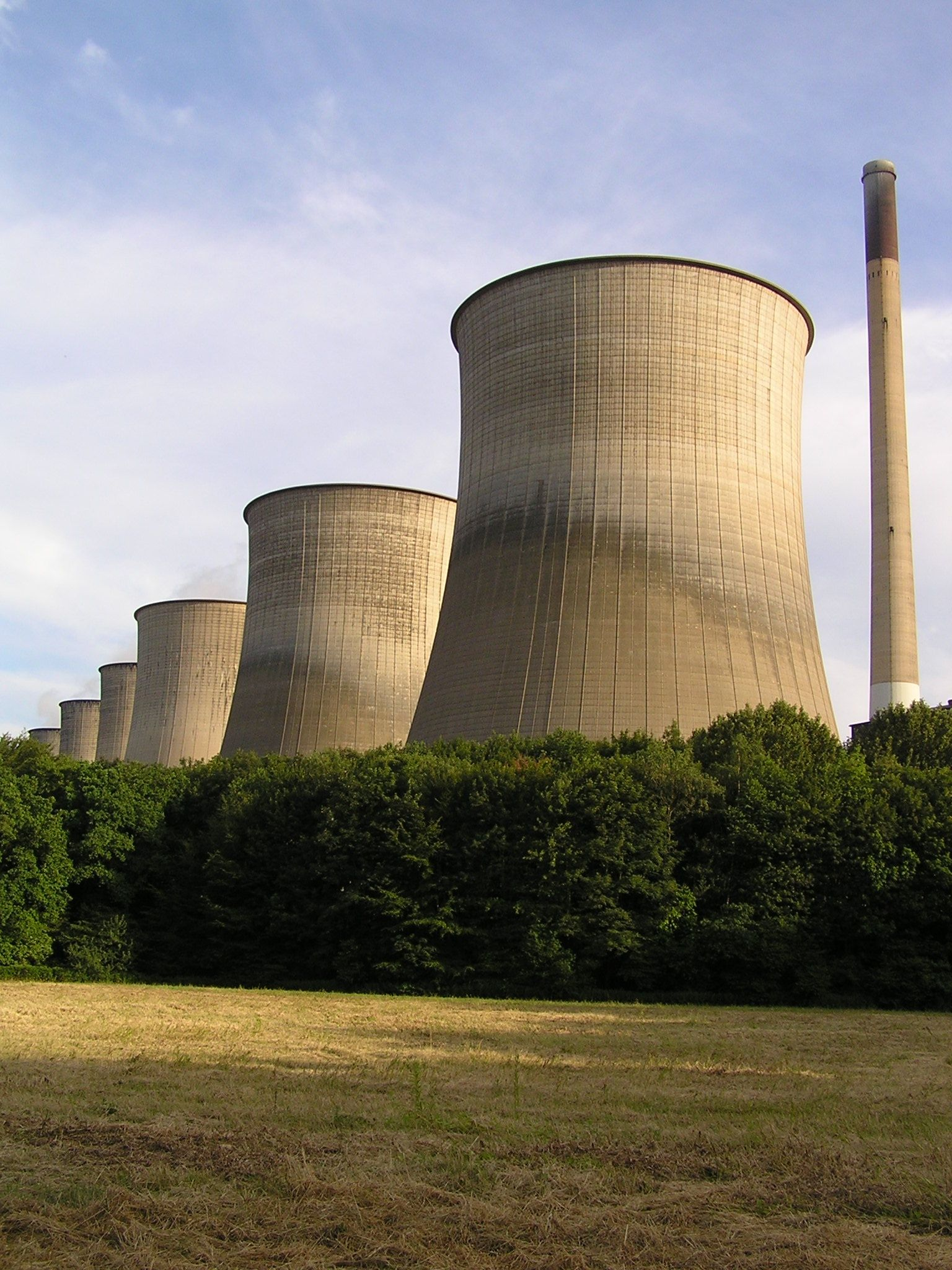
Kyltorn vid kolkraftverk. Gelsenkirchen, Tyskland.

I de allra flesta av dagens kärnkraftreaktorer kyls reaktorhärden kontinuerligt av vatten, men här är målet att använda det övertryck som bildas av det varma vattnet (i en tryckvattenreaktor; i en kokvattenreaktor låter man vattnet koka och använder då istället ångan) för att driva en eller flera turbiner. Som alternativ till vatten som kylmedium kan nämnas gas (till exempel helium, kväve eller koldioxid) och flytande metaller, till exempel kvicksilver, smält natrium eller en natrium-kalium-legering som är flytande vid rumstemperatur.